# Stanley Skewes
Stanley Skewes (Germiston, 1899 – Kaapstad, 1988) was een Zuid-Afrikaanse wiskundige, die het best bekend is door zijn benadering van het naar hem vernoemde getal van Skewes in 1933. Hij was een student van John Edensor Littlewood aan de Universiteit van Cambridge.

## Publicaties
- S. Skewes: "On the difference π(x) − Li(x)", Journal of the London Mathematical Society 8 (1933), blz. 277-283 zie hier
- S. Skewes: "On the difference π(x) − Li(x) (II)", Proceedings of the London Mathematical Society 5 (1955), blz. 48-70 zie hier